# Stavros Dimas
Stavros Dimas, řecky Σταύρος Δήμας, ˈstavrɔs ˈðimas (* 30. dubna 1941, Athény) je řecký politik, od listopadu 2011 do května 2012 ministr zahraničních věcí ve vládě národní jednoty Lukase Papadimose. V období 2004–2010 byl komisařem Evropské unie pro životní prostředí.

## Biografie
Studoval právo a ekonomii na univerzitách v Řecku a USA. V roce 1969 se stal právníkem v New Yorku. Od roku 1970 působil ve Světové bance. V roce 1975 se vrátil do Řecka a působil jako viceguvernér Hellenic Industrial Development Bank. Později se stal náměstkem ministra obchodu (1977 až 1980), ministrem zemědělství (1989 až 1990) a ministrem průmyslu (1990 až 1991).

### Evropská komise
V komisi Romana Prodiho zastával od března 2004 funkci komisaře pro zaměstnanost a sociální politiku. Od 22. listopadu 2004 do února 2010 byl evropským komisařem pro životní prostředí. Ve své politice se zaměřoval zejména na čtyři hlavní témata: změny klimatu, biodiverzita, udržitelný rozvoj a veřejné zdraví. Zdůrazňoval důležitost Kjótského protokolu, programu Natura 2000, systému REACH a lepšího vymáhání a dodržování ekologické legislativy.